# Concierto campestre (Tiziano)
Concierto campestre es un cuadro de Tiziano, realizado en 1510, que se encuentra en el Museo del Louvre.

## Autoría
La obra ha sido tradicionalmente atribuida a Giorgione, pero hoy en día los críticos prefieren asignarla a un joven Tiziano. No se descarta que la obra hubiera sido iniciada por Giorgione y luego completada después de su muerte en 1510 por su talentoso alumno Tiziano. Los estudios radiográficos muestran el cambio de alguno de los personajes a última hora.
La obra perteneció originalmente a la familia Gonzaga, quizás a Isabel de Este. Posteriormente fue vendida a Carlos I de Inglaterra y luego al banquero francés Eberhard Jabach; este último se la proporcionó a Luis XIV en 1671.
En 1863 Edouard Manet, fascinado por sus visitas al Louvre, se declaró hechizado por el Concierto campestre, realizando como homenaje la famosa pintura El almuerzo sobre la hierba.
El trabajo puede ser considerado como un manifiesto del desarrollo estilístico de la pintura veneciana en los inicios del siglo XVI, por las características del color (con tonos intensos y brillo cálido), la temática (con preferencia por las piezas mitológicas y alegóricas) y el uso del naturalismo y una línea de contorno dibujada de manera muy matizada.

## Descripción de la obra
Hay dos hombres jóvenes que aparecen sentados en la hierba, mientras que cerca de ellos una mujer de pie vierte agua en una pila de mármol. Las dos mujeres presentes están desnudas, apenas cubiertas por velos que se deslizan sobre sus piernas, mientras que los dos hombres, que hablan entre sí, están vestidos con trajes venecianos contemporáneos. En el fondo se ve un pastor y un paisaje que, entre escenas de vegetación, se extiende hasta donde alcanza la vista, remarcando su protagonismo en la obra.
El tema parece ser una alegoría de la poesía y la música, con las dos mujeres de belleza ideal según el gusto de la época, que parecen ser como dos apariciones irreales generadas por la imaginación y la inspiración de los jóvenes. La mujer de pie con el jarro de cristal sería la musa de la poesía trágica, mientras que la sentada de la flauta representaría a la musa de la poesía pastoral. En cuanto a los dos jóvenes, uno bien vestido tocando el laúd, sería el poeta de lirismo exaltado, mientras que el que está con la cabeza descubierta sería un letrista ordinario, de acuerdo con la distinción que hace Aristóteles en su obra Sobre la Poética. Algunos han identificado la representación como una evocación de los cuatro elementos que componen el mundo natural (agua, fuego, tierra, aire) y relaciona su armonía.
La llegada del rústico pastor de la derecha representaría a la clase baja e inculta. Por lo tanto, las musas han dejado el concierto y los dos nobles intercambiarían una mirada de perplejidad al volver a la realidad.
El tono cálido y la luz dorada del atardecer ayudan a crear una atmósfera onírica. La atención dada a la vegetación en primer plano recuerda la influencia de Leonardo da Vinci.

## Véase también

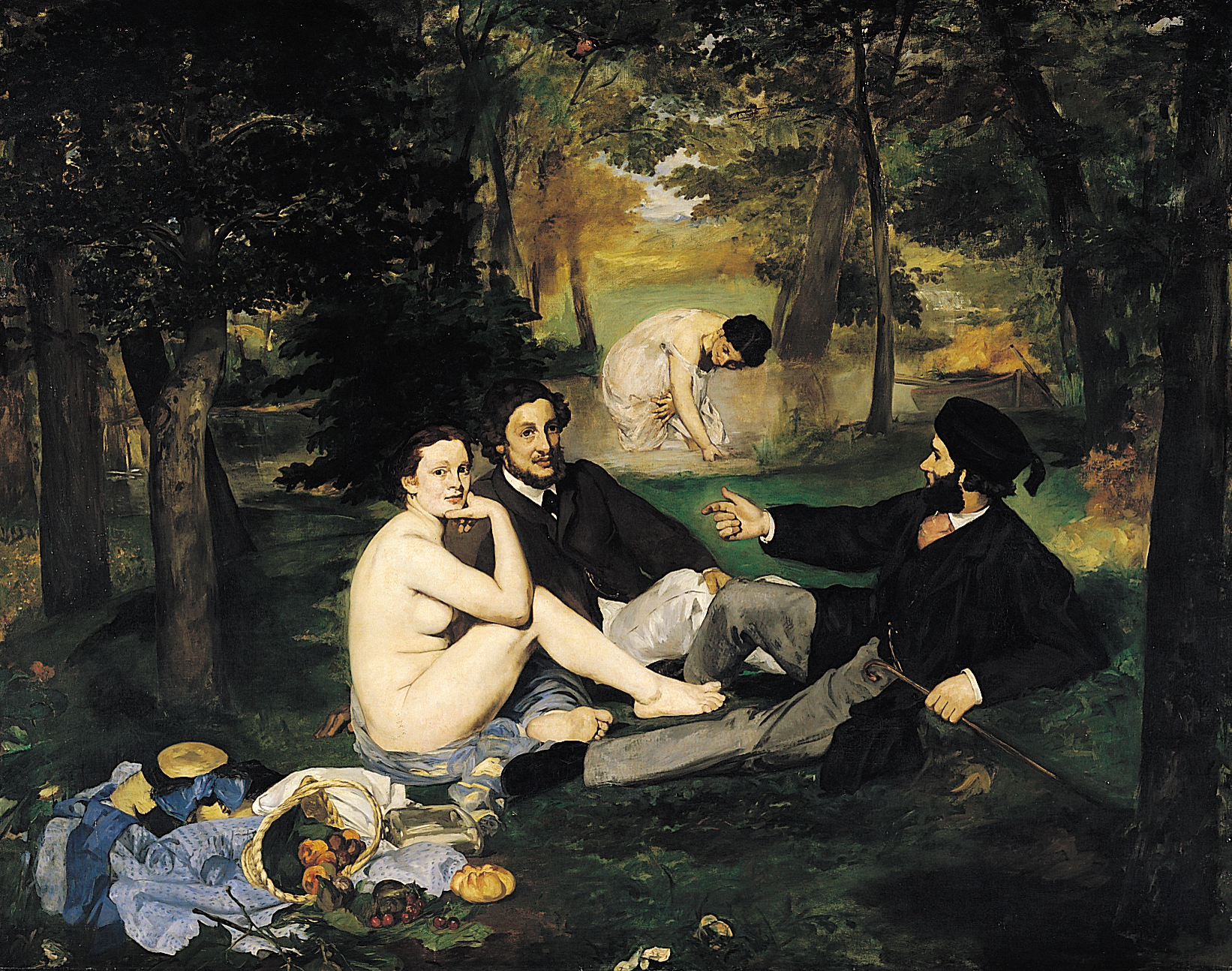
El almuerzo sobre la hierba, 1863, Edouard Manet.